# Jochen Sprentzel
Jochen Sprentzel (* 5. August 1943 in Berlin) ist ein deutscher (Sport-)Journalist und war Fernsehmoderator beim Rundfunk Berlin Brandenburg (RBB).

## Werdegang
Sprentzel studierte Publizistik, Soziologie und Politische Wissenschaften in Graz, Österreich und an der FU Berlin. Während seines Studiums machte er erste Sportreportagen, ab 1969 begann er als freier Mitarbeiter beim SFB. Als Reporter arbeitete er für aktuelle Redaktionen, Politikformate, die Berliner Abendschau und insbesondere als Sportjournalist. In den siebziger Jahren war er bei vielen Großereignissen, wie beispielsweise bei den Berlinbesuchen von US-Präsident Jimmy Carter oder der Queen, als Live-Reporter im Einsatz.
Seit 1970 war er in der ARD als Sportreporter zu sehen und als Live-Kommentator von Deutschen Meisterschaften, Europameisterschaften- und Weltmeisterschaften sowie bei Olympischen Spielen zu hören. Seine Spezialgebiete waren Rudern und Kanusport sowie Eishockey. Ende der 80er Jahre moderierte er gelegentlich die Berliner Abendschau, so auch am 9. November 1989. Damit war Sprentzel einer der ersten Journalisten, die in ihrer Sendung über die Pressekonferenz von Günter Schabowski zur Maueröffnung berichten konnten. 2008 war er in Peking, China für die ARD zum 15. Mal bei den Olympischen Spielen dabei. Von 1979 bis 2005 leitete er zudem die Sportredaktion im SFB und RBB. In dieser Funktion „entdeckte“ er die Journalistin Anne Will, die beim SFB ein Volontariat absolvierte.
| Personendaten    | Personendaten                             |
| ---------------- | ----------------------------------------- |
| NAME             | Sprentzel, Jochen                         |
| KURZBESCHREIBUNG | deutscher Journalist und Fernsehmoderator |
| GEBURTSDATUM     | 5. August 1943                            |
| GEBURTSORT       | Berlin                                    |